# Typhula idahoensis
Typhula idahoensis är en svampart som beskrevs av Remsberg 1940. Typhula idahoensis ingår i släktet Typhula och familjen trådklubbor.   Inga underarter finns listade i Catalogue of Life.